# Liste der Biografien/Grud
Liste der Biografien |
Portal Biografien |
Personensuche
# |
A |
B |
C |
D |
E |
F |
G |
H |
I |
J |
K |
L |
M |
N |
O |
P |
Q |
R |
S |
T |
U |
V |
W |
X |
Y |
Z |
?
 
Ga |
Gb |
Gc |
Gd |
Ge |
Gf |
Gh |
Gi |
Gj |
Gk |
Gl |
Gm |
Gn |
Go |
Gp |
Gq |
Gr |
Gs |
Gu |
Gv |
Gw |
Gy |
Gz
 
Gra |
Grb–Grd |
Gre |
Grg |
Gri |
Grj |
Grk |
Grl |
Grm |
Gro |
Grs |
Gru |
Gry |
Grz
 
Grua |
Grub |
Gruc |
Grud |
Grue |
Gruf |
Grug |
Gruh |
Grui |
Gruj |
Grul |
Grum |
Grun |
Gruo |
Grup |
Grus |
Grut |
Gruv |
Gruw |
Gruy |
Gruz
Die Liste der Biografien führt alle Personen auf, die in der deutschsprachigen Wikipedia einen Artikel haben. Dieses ist eine Teilliste mit 24 Einträgen von Personen, deren Namen mit den Buchstaben „Grud“ beginnt.

## Grud

### Gruda
- Gruda, Ayşen (1944–2019), türkische Schauspielerin und Komikerin
- Gruda, Brajan (* 2004), deutsch-albanischer Fußballspieler
- Gruda, Sandrine (* 1987), französische Basketballspielerin

### Grudd
- Grudda, Carin (* 1953), deutsche Bildhauerin

### Grude
- Grude, Klaus, spätgotischer Erz- und Rotgießer in Lübeck
- Grude, Sissel (* 1967), norwegische Fußballspielerin
- Gruden, Jon (* 1963), US-amerikanischer American-Football-TrainerJon Gruden (* 1963)

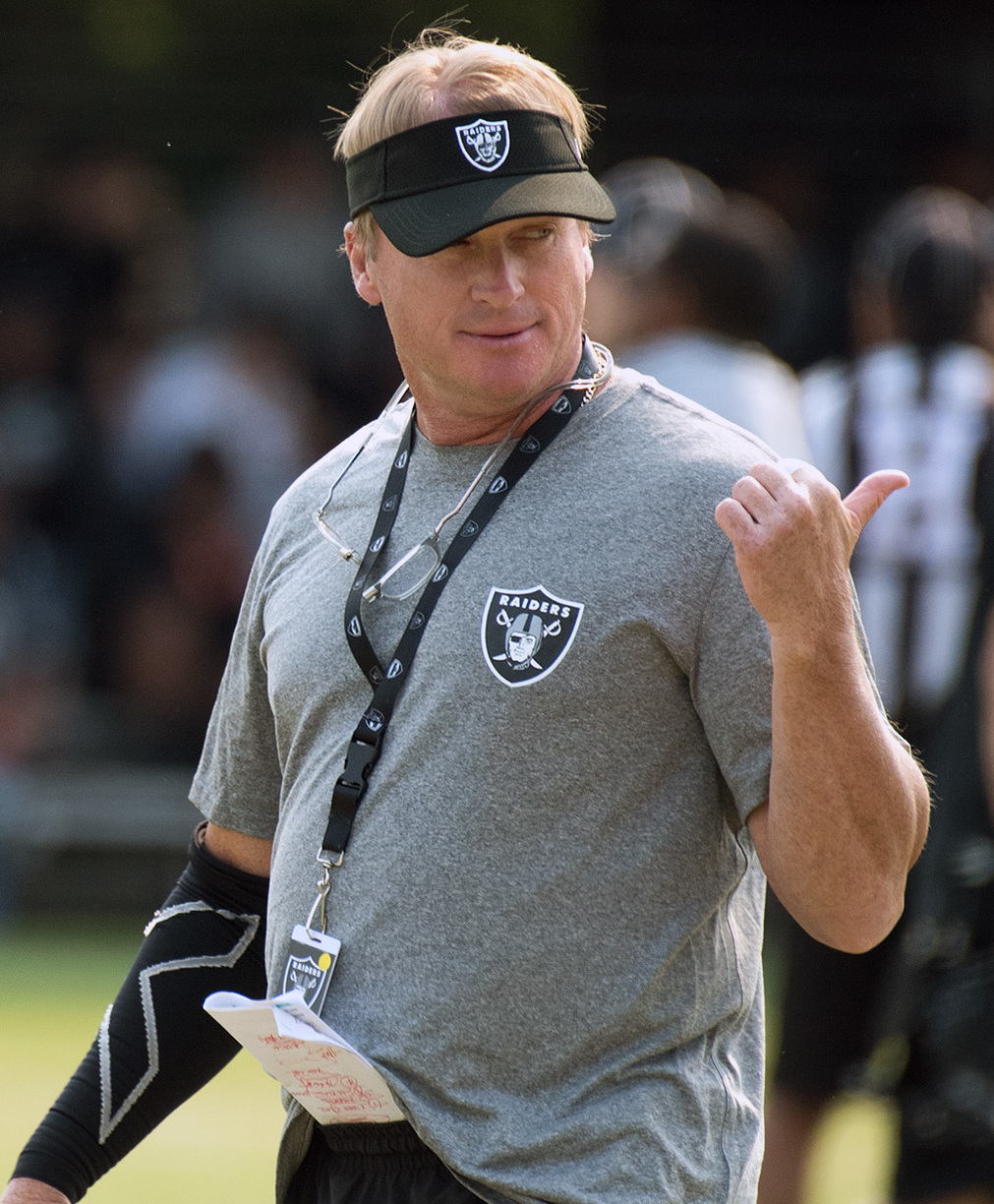
Jon Gruden (* 1963)

- Grudenegg, Bartholomäus von († 1577), Abt der Zisterzienserklöster Neukloster und Rein
- Gruder, Siegwart (1872–1935), österreichischer Schauspieler

### Grudi
- Grudin, Jonathan (* 1949), US-amerikanischer Designforscher, Lehrbeauftragter an der University of Washington Information School
- Grudina, Rok (* 1994), slowenischer Fußballspieler
- Grudinin, Pawel Nikolajewitsch (* 1960), russischer Agrarunternehmer und Politiker

### Grudl
- Grudler, Christophe (* 1965), französischer Politiker und Journalist

### Grudn
- Grudnewa, Jelena Alexandrowna (* 1974), russische Kunstturnerin

### Grudt
- Grudt, Mona (* 1971), norwegische Redakteurin, Moderatorin, Tänzerin, Schauspielerin und Miss Universe

### Grudy
- Grudytė, Agnė (* 1986), litauische Schauspielerin und Fernsehmoderatorin

### Grudz
- Grudzielski, Elvira (* 1950), deutsche Heimatforscherin
- Grudzień, Jacek (* 1961), polnischer Komponist
- Grudzień, Józef (1939–2017), polnischer Boxer
- Grudzień, Zdzisław (1924–1982), polnischer Politiker (PZPR)
- Grudzińska, Joanna (1795–1831), polnische Prinzessin und spätere Großherzogin von Łowicz
- Grudzinskaitė, Gerda (* 1999), litauische Volleyball- und Beachvolleyballspielerin
- Grudziński, Jan (1907–1940), polnischer Marineoffizier, befehligte unter anderem das U-Boot ORP Orzeł
- Grudzinski, Norbert (* 1977), deutscher Fußballschiedsrichter